# العزیات
العزیات (به عربی: العزیات) یک منطقهٔ مسکونی در لیبی است که در استان درنه واقع شده‌است.